# Liste der Naturdenkmale in Ketzin/Havel
Die Liste der Naturdenkmale in Ketzin/Havel enthält alle Naturdenkmale der brandenburgischen Gemeinde Ketzin/Havel und ihrer Ortsteile im Landkreis Havelland, welche durch Rechtsverordnung geschützt sind. (Stand: 2014)
In den Spalten befinden sich folgende Informationen:
- Nr.: Identifizierungsnummer nach veröffentlichter Liste. Sie wird von der unteren Naturschutzbehörde des Landkreises oder der kreisfreien Stadt vergeben. Wenn sie bekannt ist, wird sie angegeben. In dieser Spalte kann sich zusätzlich das Wort Wikidata befinden, der entsprechende Link führt zu Angaben zu diesem Naturdenkmal bei Wikidata.
- Bezeichnung: Benennung des Naturdenkmals, in der Regel wird bei Bäume die Baumart genannt. Bekannte Eigennamen werden mit angegeben.
- Gemarkung: Ort oder Gemarkung, in der sich das Naturdenkmal befindet
- Lage: Nennt die Lage des Naturdenkmals im jeweiligen Ortsteil und die geografischen Koordinaten des Naturdenkmals. Link zu einem Kartenansichtstool, um Koordinaten zu setzen. In der Kartenansicht sind Naturdenkmale ohne Koordinaten mit einem roten beziehungsweise orangen Marker dargestellt und können in der Karte gesetzt werden. Denkmale ohne Bild sind mit einem blauen bzw. roten Marker gekennzeichnet, Denkmale mit Bild mit einem grünen beziehungsweise orangen Marker.
- Beschreibung: die Beschreibung des Naturdenkmales
- Schutzzweck: Erläutert den Grund der Unterschutzstellung
- Bild: Zeigt ein Bild des Naturdenkmales und gegebenenfalls ein Link zu weiteren Fotos im Medienarchiv Wikimedia Commons

## Ketzin/Havel
| Bild                           | Bezeichnung                         | Lage                                                                                                  | Beschreibung | Schutzzweck | Nummer  |
| ------------------------------ | ----------------------------------- | --- | --- | ----------- | ------- |
| Weitere Bilder Fotos hochladen | Platane-Ulme-Eibe im Luisenpark     | Ketzin/Havel, Im Schlosspark Schloss Paretz 14/127/24 (52° 28′ 5,2″ N, 12° 52′ 39,2″ O)               | Repräsentant seiner Art am historischen Ort; Ortsbild-Prägung; historischer Bezug - Platane: außer ein paar Schnittwunden, keine zusätzlichen Schäden Ulme: stockfaul, Stockaustrieb stark Eibe: Spitzendürre fortschreitend; Resignationsphase - Alter geschätzt 150 Jahre - Stammumfang: 463, 374,90 - seit 1962 im Kataster |             | 0085 BG |
| Weitere Bilder Fotos hochladen | Ginkgopaar in der Baumschule Ketzin | Ketzin/Havel, Am Rand des Parkplatzes in der Baumschule Ketzin 6/129 (52° 29′ 18,3″ N, 12° 50′ 58″ O) | Repräsentant seiner Art; Ortsbild-Prägung; besonders markanter Baum - Baum 1: männlich, am Stamm größere Astwunde; Vitalität I Baum 2: weiblich, Höhe etwa 9,50 Meter; Vitalität I - Stammumfang: 164, 157 - Beschluss 0172 vom 21. Dezember 1983                                                                              |             | 0124 BG |
| Weitere Bilder Fotos hochladen | Trompetenbaum von Ketzin            | Ketzin/Havel, Auf dem Grundstück Nauener Straße 23 1/471 (52° 28′ 49,9″ N, 12° 50′ 43,7″ O)           | Trompetenbaum in seiner Ausprägung einmaliger Exot, der im Landkreis seines gleichen sucht; Ortsbild-Prägung; besonders markanter Baum - in der Krone nur wenig trockene Äste; Kronenmantel etwas einseitig; leichte Schräglage zum Gebäude; Vitalität II - Stammumfang: 180 - Beschluss 0172 vom 21. Dezember 1983            |             | 0126 B  |
| Weitere Bilder Fotos hochladen | Kuchenbaum in Ketzin                | Ketzin/Havel, Parkanlage am Friedrich-Ludwig-Jahn-Weg 1/318 (52° 28′ 23,3″ N, 12° 51′ 0,4″ O)         | dendrologische Seltenheit (Kuchenbaum); Repräsentant seiner Art; Ortsbild-Prägung; besonders markanter Baum - etwas Totholz im Schwach- und Grobastbereich; Vitalität I - Stammumfang: 153 - Beschluss 0127 vom 30. Juli 1986                                                                                                  |             | 0128 B  |